# Берта (герцогиня Бретани)
Бе́рта (фр. Berthe; ум. ок. 1158/1167) — герцогиня Бретани с 1148 года, графиня Ренна с 1156 года. Дочь герцога Бретани Конана III и Матильды Английской.

## Биография
Первым мужем Берты стал граф Ричмонд Ален Чёрный около 1137 года. Однако он скончался в 1146 году, и Берта вышла в 1148 году или ранее за Эда II, графа де Пороэт.
На смертном одре в этом же году её отец Конан III отрекся от сына Хоэля на том основании, что отрицал своё отцовство над ним. Затем он сделал наследником своего внука Конана IV, который был сыном Берты и её первого мужа, назначив ему наместником Эда II де Пороэт. Это отречение сыграло роль в дальнейшей истории герцогства Бретань.
Берта скончалась ранее своего мужа в 1170 году, но точная дата её смерти неизвестна.

## Брак и дети
1. Муж с ок. 1114: Ален де Пентьевр (ок. 1107 — 15 сентября 1146), граф Ричмонд. Дети :
- Конан IV (1138—1171), герцог Бретани (c 1156), 2-й граф Ричмонд с 1146
- Констанция Бретонская (ум. 1195), замужем за Аленом III (ум. 1195), виконтом де Роган;
- Эноген де Пентьевр (ум. 1187), аббатиса монастыря Сен-Сульпис в Ренне.

2. Муж: с 1148 или ранее Эд II де Пороэт (ум. 1170), граф де Пороэт, регент Бретани. Дети от этого брака:
- Жоффруа (ум. в молодости)
- Аделаида (ум. 1120), аббатиса Фонтевро
- Аликс, имела связь с 1168 года с Генрихом II, королём Англии